# 仁川東洋煙草会社
仁川東洋煙草会社（じんせんとうようたばこがいしゃ, Oriental Cigarette and Tobacco Co）は、大韓帝国の仁川において、1900年に日本在住のギリシャ人であるフィリップ・ヴァンデラス(アンドレー・フィリップ)が主幹となり、他ギリシャ人一人及び英国人二人によって設立された合資会社である。支配人はA.S.ハミルトン。
1903年、財政上の都合により事業停止となり、A.S.ハミルトン他一二名が独立して「仁川煙草会社」を設立した。1904年、フィリップは日本へと旧仁川東洋煙草会社の設備の売却を持ちかけたが、日本は興味を持たず、交渉は破談した。その後、民間の支援により再興が行われることとなった。